# Малая Белоносова
Малая Белоносова — деревня в Каменском районе Свердловской области России. Входит в Каменский муниципальный округ.
Ранее входила в состав Покровского сельсовета Каменского района.

## Географическое положение
Деревня Малая Белоносова расположена в 15 километрах (по автодороге в 18 километрах) к западо-северо-западу от города Каменска-Уральского, по берегам реки Падун, при её впадении в реку Камышенку (левый притока Исети) по левому берегу.
Через Малую Белоносову проходит автодорога Екатеринбург — Курган. С деревней соседствует село Покровское, расположенное чуть западнее по автодороге в екатеринбургском направлении. К северу от Малой Белоносовой проходит железнодорожная ветка Екатеринбург — Каменск-Уральский — Курган. В полутора километрах от деревни расположен остановочный пункт Малая Белоносова (ранее 82 км) Свердловской железной дороги.
Список улиц
- улица Гагарина
- улица Заречная
- улица Калинина
- улица Молодёжная
- улица Набережная
- улица Октябрьская

## История деревни
Деревня Белоносова (Ельтюки тож) появилась на месте башкирского аула Ельтюки в XVII веке. В 1916 году деревня Белоносова объединилась с деревней Щелконоговой, которая была основана по фамилии первопоселенца. С поселением в 1885 году здесь выходца из села Белоносово Моисея Васильевича Коровина в просторечии стали именоваться Мало-Белоносовой, а с 1916 года новое название стало уже официально.
Основными занятием жителей деревни в начале XX века было хлебопашество, а подспорьем к хлебопашеству служил отхожий промысел — подённые работы в Екатеринбурге и заводах (Каменском и др.), и извозный — перевозка пассажиров и кладей по Сибирскому тракту. Последний промысел до проложения Пермско-Тюменской желелезной дороги был главным источником заработка жителей, а в начале XX века он упал, оставив неблагоприятные последствия на характере жителей: «нерадение к земледелию, отсутствие энергии и предприимчивости на какое либо кустарное производство, беспечность и жизнь только минутой, мало заботясь о будущем», по выражению современника, бытописателя прихода.
В 1928 году деревня имела 87 дворов, 400 жителей. С 1929 года колхоз имени Калинина, лучший в Покровском районе, который со дня создания и до перехода в совхоз руководил Дмитрий Иванович Аввакумов. Колхоз ежегодно выполнял 2-3 Госплана по сдаче хлеба государству. В 1941—1945 годах колхоз стал инициатором движения по Уралу и Сибири под девизом «Не уйти с поля, не выполнив двойную дневную норму». Жителями деревни были Аввакумовы, Щелконоговы и Беспутины.

## Часовня
В 1881 году в деревне была устроена деревянная часовня. В эту часовню ежегодно до 1917 года совершался крестный ход из приходского храма села Покровского по 6 числам каждого августа.

## Население
| 2002 | 2010 | 2021 |
| ---- | ---- | ---- |
| 255  | ↘176 | ↘142 |

Структура
По данным переписи населения 2002 года, русские составляли 90 % от общего числа жителей Малой Белоносовой, удмурты — 5 %, татары — 3 %. По данным переписи населения 2010 года, в деревне проживали 176 человек — 81 мужчина и 95 женщин.